# Sara Catharina
De Sara Catharina is een windmolen in Kerkdriel, in de Gelderse gemeente Maasdriel. Het is een ronde stenen stellingmolen die als korenmolen is ingericht. De molen staat aan de Kievitsham en is in 1846 gebouwd. Tijdens de Tweede Wereldoorlog hadden Duitse troepen een uitkijkpost in de molen en geallieerden hebben hem om die reden in 1944 zwaar beschadigd. In tegenstelling tot andere molens is de Sara Catharina na de oorlog hersteld. Later is de molen meermaals gerestaureerd, de laatste keer in 1978, waarna de Sara Catharina tot ca. 2000 in bedrijf was, vanwege de slechte staat van de molen werd het malen op windkracht in dat jaar stopgezet. In 2011-2012 is de molen geheel gerestaureerd.
De aangebouwde maalderij is in gebruik voor de verwerking van grondstoffen voor de champignonteelt.
De Sara Catharina is ingericht met 1 koppel 17der en 1 koppel 15der kunststenen. Sinds de restauratie in 2011-2012 worden er weer regelmatig granen tot meel vermalen in de korenmolen. Bezoek is op afspraak mogelijk.